# Jussi Sydänmaa
 For alternative betydninger, se Amen (flertydig). (Se også artikler, som begynder med Amen)
Jussi Sydänmaa, også kendt som Amen, (født 26. juni 1972 i Mäntsälä, Finland) er guitarist, og en af stifterne af den finske metalband Lordi.
Han spiller en mumie, der er kommet for at hævne sig over guderne. Amen var den store ægyptiske gud Amen-Ra.
Han dimitterede som en it-ingeniør i 2001 og har været med til at lave Lordis webside. [kilde mangler].